# Петропавловка (Свободненский район)
В Амурской области также есть Петропавловка в Архаринском районе, Петропавловка в Ивановском районе и Петропавловка в Михайловском районе.
Петропа́вловка — село в Свободненском районе Амурской области, Россия. Входит в состав Петропавловского сельсовета.

## География
Село Петропавловка стоит на левом берегу Амура, на российско-китайской границе. Посещение села только по специальному разрешению.
Село Петропавловка расположено к западу от районного центра города Свободный.
Расстояние до города Свободный (через сёла Загорная Селитьба, Сычёвка, Малый Эргель, Костюковка, Серебрянка, Новоивановка) — около 113 км.
Административный центр Петропавловского сельсовета село Буссе стоит на левом берегу Амура в 14 км выше Петропавловки.

## Население
| 2002 | 2010 | 2012 | 2013 | 2014 | 2015 | 2016 |
| ---- | ---- | ---- | ---- | ---- | ---- | ---- |
| 118  | ↘107 | ↘101 | ↘100 | ↘99  | →99  | →99  |
| 2017 | 2018 |      |      |      |      |      |
| ↘91  | ↘89  |      |      |      |      |      |